# Pamela Dreyer
Pour les articles homonymes, voir Dreyer.
Pamela Kristine Dreyer dite Pam Dreyer (née le 9 août 1981 à Eagle River en Alaska aux États-Unis) est une joueuse américaine de hockey sur glace qui évoluait dans la sélection nationale féminine en tant que gardienne de but.
Elle a remporté une médaille de bronze olympique 2006 à Turin .
Elle est la première joueuse de l'Alaska à avoir été sélectionnée en équipe nationale.

## Biographie

### En équipe nationale
Avec l'équipe des États-Unis de hockey sur glace féminin, elle est vice-championne du monde en 2004 puis médaillée de bronze olympique en 2006 à Turin. 

## Statistiques

### En club
| Saison    | Équipe         | Ligue |    | Saison régulière | Saison régulière | Saison régulière | Saison régulière | Saison régulière | Saison régulière | Saison régulière |     | Séries éliminatoires | Séries éliminatoires | Séries éliminatoires | Séries éliminatoires | Séries éliminatoires | Séries éliminatoires | Séries éliminatoires |
| Saison    | Équipe         | Ligue | PJ | Min              | BC               | Moy              | % Arr            | Bl               | Pun              | PJ               | Min | BC                   | Moy                  | % Arr                | Bl                   | Pun                  |                      |                      |
| 1999-2000 | Bears de Brown | NCAA  | 4  |                  |                  | 0                | 100              | 4                |                  |                  |     |                      |                      |                      |                      |                      |                      |                      |
| 2000-2001 | Bears de Brown | NCAA  | 25 |                  |                  | 1,61             | 94,1             |                  |                  |                  |     |                      |                      |                      |                      |                      |                      |                      |
| 2001-2002 | Bears de Brown | NCAA  | 19 |                  |                  | 1,55             | 93,8             |                  |                  |                  |     |                      |                      |                      |                      |                      |                      |                      |
| 2002-2003 | Bears de Brown | NCAA  | 30 |                  |                  | 2,48             | 90,4             |                  |                  |                  |     |                      |                      |                      |                      |                      |                      |                      |

### En équipe nationale
| Année | Équipe     | Compétition          |   | PJ | Min | BC   | Moy  | % Arr | Bl | Pun                |  | Résultat |
| 2004  | États-Unis | Championnat du monde | 3 |    |     | 1,51 | 92,9 |       |    | Médaille d'argent  |  |          |
| 2006  | États-Unis | Jeux olympiques      | 1 |    |     | 0    | 100  | 1     |    | Médaille de bronze |  |          |